# Быстрое прототипирование сплавов
Быстрое прототипирование сплавов (БПС) — это передовая технология в материаловедении, направленная на ускорение разработки и тестирования новых металлических сплавов и композитов. Благодаря сочетанию высокопроизводительных методов производства, таких как аддитивное производство, с инструментами быстрой характеризации материалов, БПС позволяет исследователям изучать широкий спектр составов и свойств сплавов значительно быстрее, чем традиционные методы. Этот подход особенно ценен в таких отраслях, как авиационная промышленность, автомобилестроение и энергетика, где требуются новые улучшенные сплавы с особыми механическими или термическими характеристиками.
Идеи быстрого прототипирования материалов (сплавов, композитов) активно поддерживаются авторами и последователями концепции «геном материала», развиваемой в США с 2011 года в рамках инициативы [ «Materials genome initiative» (MGI)]. Фундаментально новый взгляд на парадигму 'быстрого прототипирования' привело к появлению новых подходов в материаловедении, которые сейчас развиваются в рамках технологий быстрого прототипирования сплавов. Это стало возможным благодаря развитию и внедрению аддитивных и цифровых технологий, которые являются предвестниками нового технологического уклада.

## История
Концепция быстрого прототипирования сплавов возникла как развитие высокопроизводительных экспериментов в материаловедении в начале XXI века благодаря прогрессу в аддитивных технологиях. Основу заложили пионеры в области разработки сплавов и технологий 3D-печати. На глобальном уровне исследователи, такие как Треса Поллок и Дэниел Миракл, работавшие в Калифорнийском университете в Санта-Барбаре и Лаборатории исследований ВВС США, соответственно, способствовали созданию ранних подходов к ускоренной разработке сплавов. Их исследования 2000-х годов по многокомпонентным и высокоэнтропийным сплавам подготовили почву для БПС.
Применение аддитивных технологий в БПС, особенно методами селективного лазерного плавления (СЛП) и прямого подвода энергии и материала (L-DED, LENS), развивалось, например, в Институте лазерных технологий Фраунгофера (ILT) в Аахен, Германия. В середине 1990-х годов Вильгельм Майнерс, Конрад Виссенбах и Андрес Гассер из ILT получили патент 1995 года (DE 19649865) для селективного лазерного плавления, ставшего основой СЛП. Метод направленного энергетического осаждения (DED) был разработан в Sandia National Laboratories в конце 90-х годов, назван Laser Engineered Net Shaping (LENS) и позже коммерциализирован компанией Optomec.
Определяющий вклад в развитие основ БПС внесла команда под руководством проф. Дирка Раабе (Институт экологически чистых материалов имени Макса Планка), который использовал компьютерное моделирование для прогнозирования поведения материалов в различных условиях (DAMASK), что помогло ускорению разработки новых материалов и улучшению характеристик существующих. Исследования проф. Раабе позволили оптимизировать известные производственные процессы и разработать новые технологии для улучшения качества и свойств материалов. Им была показана возможность получения новых сплавов с многофункциональными устойчивыми свойствами,,,.
В РФ идеи БПС начали активно развиваться в конце 2000-х годов благодаря работам профессора Игоря Шишковского в ФИАН (Самарский филиал). В начале 2000-х Игорь Шишковский впервые запатентовал возможность совмещения процессов селективного лазерного плавления с самораспространяющимся высокотемпературным синтезом. Это стало основой для быстрого прототипирования сплавов в РФ. Было предложено и в едином технологическом процессе экспериментально реализовано контролируемое энергией лазера совмещение процессов СЛП и СВС на примере синтеза бариевых гексаферритов и литиевых ферритов. В его обзоре по комбинаторному дизайну для синтеза новых сплавов или композитов были обобщены ранее полученные в СФ ФИАН результаты по in-situ синтезу интерметаллидных структур (образцов) в системах Ni-Ti, NiCr-Al, Ti-Al, Fe-Al, Fe-Ti и 3Д печати образцов градиентных металломатричных композитов на основе титановой, никелевой или кобальтовой матрицы, с увеличением от слоя к слою добавкой нанокерамик (Al2O3, TiC, TiB2 или WC).

## Процесс
Быстрое прототипирование сплавов включает следующие основные этапы:
- Комбинаторный дизайн состава сплава: Компьютерный дизайн материала на основе совокупного Ab-initio атомистического моделирования, анализа фазовых диаграмм и термодинамики моделируемого сплава (ThermoCalc, FactSage, Pandat), прогнозируемых фаз и перспективных механических свойств (напр., ANSYS Granta EduPack).
- Создание градиентов свойств: Сплавы с изменяющимся составом производятся с использованием нескольких видов аддитивных технологий, таких как СЛП или прямого подвода энергии и материала (L-DED, LENS). В L-DED мощный лазер выборочно плавит смеси порошков (например, железо, титан или никель) слой за слоем, создавая образцы с градиентом свойств. Например, переход от нержавеющей стали 08Х18Н10Т к бронзе БрХ08 в одном изделии.
- Высокопроизводительная характеризация: Образцы анализируются с помощью инструментов, таких как рентгеновская дифракция (XRD), сканирующая электронная микроскопия (SEM), компьютерная томография и цифровая корреляция изображений (DIC), для оценки микроструктуры и свойств.
- Анализ данных и оптимизация: Данные интегрируются с моделями, такими как CALPHAD или машинное обучение, для выбора перспективных составов.

В отличие от методов традиционной металлургии XX века, БПС позволяет одновременно оценивать множество вариантов за короткое время.

## Применение
БПС используется в отраслях, требующих специфических свойств материалов:
- Авиация: Легкие и жаропрочные сплавы для лопаток турбин или конструкции камеры сгорания.
- Автомобилестроение: Износостойкие сплавы для деталей двигателей.
- Энергетика: Коррозионно-стойкие сплавы для реакторов или систем возобновляемой энергии.

Метод особенно эффективен для металлических систем, таких как Ti-Al, Ni-Al, Ti-Ni-Al, Ni-Cr-Al, Fe-Ti, Fe-Cu, а также для высокоэнтропийных сплавов.

## Преимущества и ограничения
Преимущества:
- Значительно сокращает время и затраты на разработку.
- Позволяет эффективно исследовать широкий спектр составов.
- Хорошо сочетается с вычислительными инструментами.

Ограничения:
- Малые размеры образцов могут не отражать свойства массовых материалов.
- Требует сложного оборудования и опыта.
- Масштабирование до промышленного уровня остается пока сложным.

## Примеры
- Разработка стали DP800: Исследователи из Warwick Manufacturing Group применили БПС для оптимизации двухфазной стали DP800 для автомобильной промышленности, достигнув свойств промышленного уровня за недели с использованием мелкомасштабного литья и быстрого анализа[13].
- Партнерство Prosperity (Великобритания): Совместный проект Университет Суонси, WMG и Tata Steel использовал БПС для тестирования сотен составов стальных сплавов, интегрируя моделирование и физическое прототипирование для улучшения использования лома и разработки покрытий[14].
- Термобарьер из сплавов на основе нержавеющей стали и бронзы: Проект Сколтех по in -situ многоматериальному прямому лазерному выращиванию (L-DED) изделий из разнородных материалов (SS316L и бронза). Такие конструкции перспективны для применения в аэрокосмических приложениях, теплообменниках и износостойкой оснастке, где важно сочетание прочности, эффективной теплопроводности и долговечности.[15].